# Ruhajec
Ruhajec (biał. Ругаец, Ruhajec; ros. Ругаец, Rugajec) – wieś na Białorusi, w obwodzie mińskim, w rejonie stołpeckim, w sielsowiecie Szaszki. W 2019 roku liczyła 57 mieszkańców.

## Historia
W XIX i w początkach XX w. położony był w Rosji, w guberni wileńskiej, w powiecie oszmiańskim, w gminie Derewno.
W dwudziestoleciu międzywojennym leżał w Polsce, w województwie nowogródzkim, w powiecie stołpeckim, w gminie Derewno. W 1921 miejscowość liczyła 371 mieszkańców, zamieszkałych w 68 budynkach, wyłącznie Polaków wyznania rzymskokatolickiego.
W czasie II wojny światowej 8 mieszkańców miejscowości dołączyło do Zgrupowania Stołpeckiego Armii Krajowej.
Po II wojnie światowej w granicach Związku Sowieckiego. Od 1991 w niepodległej Białorusi.

## Ludzie związani z miejscowością
- Jan Filipek – polski robotnik, działacz opozycji antykomunistycznej; urodzony w 1949 w Ruhajcu